# Christian Lejeune
Pour les articles homonymes, voir Lejeune.
Christian Lejeune, né à Etterbeek, le 17 septembre 1936 est un homme politique belge francophone, membre du PRL.
Il est avocat; il fut membre du comité de direction du Crédit professionnel (CNCP); il fut proposé par le président du PRL Jean Gol pour succéder à Paul Henrion à la vice-présidence de la CGER-banque. 

## carrière politique
- Membre du parlement de la Région de Bruxelles-Capitale:
  - du 17 décembre 1991 au 29 janvier 1993 en suppléance d'Armand De Decker